# Johanna Goldschmidt

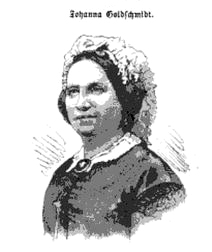
Johanna Goldschmidt

Johanna Goldschmidt, geborene Schwabe (geboren am 11. Dezember 1806 in Bremerlehe, heute: Bremerhaven; gestorben am 10. Oktober 1884 in Hamburg) war eine deutsche Frauenrechtlerin, Schriftstellerin und Philanthropin.

## Biografie und Wirken
Johanna war das vierte von sieben Kindern des jüdischen Kaufmanns Marcus Hertz Schwabe (1766–1862) und seiner Ehefrau Henriette, geb. Lazarus (1768–1826). Als sie sechs Jahre alt war, übersiedelten die Eltern, die zum Kreis des Reformjudentums gehörten, nach Hamburg. Die Hansestadt hatte durch ihre Einverleibung ins Napoleonische Reich Ende 1810 den Juden vorübergehend volle bürgerliche und politische Gleichberechtigung gebracht. Johanna erhielt Privatunterricht, zuerst von der Mutter und dann von einer Hauslehrerin, in Sprachen, Handarbeiten und Religion. Großen Wert legte man auf die Förderung ihrer musikalischen Begabung. Sie spielte sehr gut Klavier, Geige sowie Harfe, war ferner eine hervorragende Sängerin.
Am 9. September 1827 heiratete Johanna Schwabe den jüdischen Kaufmann Moritz David Goldschmidt (1794-1881). Aus der Ehe gingen acht Kinder hervor; darunter die Söhne Otto Goldschmidt (1829–1907), der ein berühmter Klaviervirtuose, Komponist und Dirigent wurde und mit der gefeierten schwedischen Sängerin Jenny Lind verheiratet war, sowie den Sohn Alfred Oscar Goldschmidt (1841–1891), dessen Sohn Arthur Goldschmidt (1873–1947) und Enkel Georges-Arthur Goldschmidt es jeweils zu eigener Bekanntheit brachten.
1847 begann Johanna Goldschmidt, literarisch und sozial zu wirken. Sie veröffentlichte anonym den fiktiven Briefwechsel zwischen einer Jüdin und einer christlichen Adligen: Rebekka und Amalia. Briefwechsel zwischen einer Israelitin und einer Adeligen über Zeit- und Lebensfragen. Die Publikation sollte weitreichende Auswirkungen zeitigen, hatte die Autorin doch im fünften Brief den Plan eines Frauenbildungsvereins entworfen, der auf die sittliche Hebung des weiblichen Geschlechts wirken und die begüterten, gebildeten Frauen bestimmen sollte, für die minder Bemittelten und Arbeitenden einzutreten, besonders aber danach zu streben, der weiblichen Jugend über die beísherige [sic] Beschränkung hinaus eine menschliche Bildung zu geben (Morgenstern 1889, S. 325, s. u.). Diese Idee stieß auf großes Interesse und so kam es 1848 zur Gründung des Frauenvereins zur Bekämpfung und Ausgleichung religiöser Vorurteile. Der Verein löste sich allerdings bereits 1849 wieder auf. Die Frauen engagierten sich danach für die Hochschule für das weibliche Geschlecht oder in einem Vorläufer des Hamburger Fröbelvereins.
Als verantwortliche Mutter war Johanna Goldschmidt an pädagogischen Fragen interessiert. Im Selbststudium hatte sie sich mit vielen großen Pädagogen von Jean-Jacques Rousseau über Johann Heinrich Pestalozzi, Jean Paul bis zu Adolph Diesterweg und anderen Zeitgenossen beschäftigt. Aus den gewonnenen Erkenntnissen heraus veröffentlichte sie 1849/1851 das zweibändige Werk Muttersorgen und Mutterfreuden. Worte der Liebe und des Ernstes über Kindheitspflege. Von einer Mutter. Darin plädierte sie für eine religiöse Toleranz in der Kindererziehung, vertrat u. a. die Ansicht, dass Kinder nicht durch ihnen unverständliche Ge- und Verbote in ihren Aktionslust gehemmt und nicht zu blindem Gehorsam gezwungen werden sollten: Das bedeutet keineswegs Verzicht auf Autorität, doch soll diese aus dem Vertrauen zu einer Mutter entstehen, die immer wahrhaftig ist und dem Kind, seinem Entwicklungsstand entsprechend, ihren Standpunkt erklärt. Seinen Fragen soll sie sich stellen, nicht aber ein ausuferndes Räsonieren erlauben. Nachgiebigkeit und 'weibisches Verziehen', meint die Verfasserin, sei die 'Parodie wahrer Liebe' und erziehe zu kleinen Tyrannen (Grolle 2000, S. 73).
Seit 1848 stand Johanna Goldschmidt mit Friedrich Fröbel in brieflichem Kontakt, den sie 1849 in Bad Liebenstein persönlich kennengelernt hatte. Folgend setzte sie sich für den Kindergarten und dessen Verbreitung sowie die Ausbildung von Kindergärtnerinnen ein. Auf ihre Initiative kam der seinerzeit umstrittene Pädagoge November 1849 nach Hamburg, um dort 22 Kindergärtnerinnen auszubilden sowie einen Kindergarten einzurichten. Ihre 1853 veröffentlichte Streitschrift Zur Sache Friedrich Fröbel’s sorgte für Furore. Darin verteidigte sie ihr pädagogisches Vorbild gegen ungerechte Vorwürfe.
1860 gründete Johanna Goldschmidt im Verbund mit weiteren bedeutenden Hamburger Persönlichkeiten den Hamburger-Fröbel-Verein. Dieser hatte zur Aufgabe, junge Mädchen als Familienkindergärtnerinnen heranzubilden sowie die Fröbel’sche Erziehungslehre zu verbreiten. Dem Seminar wurde ein eigener Kindergarten als Übungsstätte angegliedert. Über die neue Ausbildungsstätte konstatierte Johanna Goldschmidt: Es war nöthig, Apostel der neuen Erziehungslehre in die Familien zu senden, zumal da, wo man keine Kindergärten haben konnte, auf Gütern, an kleinen Orten usw. Diesem Bedürfnisse Rechnung tragend, ... eröffnete 1860 (der Hamburger-Fröbel-Verein einen) Cursus zur Ausbildung von Familien-Kindergärtnerinnen. der Name sollte sofort Bestimmung und Stellung der Betreffenden ausdrücken und weder Kindermädchen noch Kinderpflegerin schien uns das richtig festzustellen, was wir bezwecken wollen. Der Curs begann mit 16 Schülerinnen und wir erreichten mit diesen für den Anfang Alles, alles was wir erwarten konnten; sie wurden nach beendigter Lehrzeit gut placirt und bewährten sich zum theil als ihrer Aufgabe völlig gewachsen (Goldschmidt 1871/1872, S. 34).
Johanna Goldschmidt selbst unterrichtete die jungen Mädchen und Frauen und zeichnete für die Leitung der Ausbildungsstätte verantwortlich. Diese besteht heute noch als Staatliche Fachschule für Sozialpädagogik I (Fröbelseminar). Als sie immer mehr Kompetenzen zugunsten der jungen Lehrerin Anna Wohlwill abgeben musste, trat Johanna Goldschmidt von der Schulleitung zurück und widmete sich den Rest ihres Lebens dem Hamburger-Fröbel-Verein.

## Werke (Auswahl)
- Rebekka und Amalia. Briefwechsel zwischen einer Israelitin und einer Adeligen über Zeit- und Lebensfragen, F.A. Brockhaus, Leipzig 1847, Digitalisat.
- Mutterfreuden und Muttersorgen. Worte der Liebe und des Ernstes über Kindheitspflege. Von einer Mutter, Hoffmann u. Campe, Hamburg 1849 Digitalisat.
- Blicke in die Familie. Leipzig 1860.

### Beiträge in Zeitschriften
- Friedrich Adolph Wilhelm Diesterweg (Hrsg.): Rheinische Blätter für Erziehung und Unterricht.
  - Zur Sache Fröbels, Herr Dr. Gutzkow und die Fröbel'schen Kindergärten. In: NF 47. Bd., Jahrgang 1853, G.D. Bädeker, Essen 1853, S. 325ff. (Unter Pseudonym: Von einer Frau).
- Jenny Hirsch (Hrsg.): Der Frauen-Anwalt.
  - Durch Sonderung zur Einigung. In: I. Jahrgang 1870–1871, Otto Löwenstein, Berlin 1871, S. 25ff. Digitalisat
  - Der Hamburger Fröbel-Verein. In: II. Jahrgang 1871–1872, Otto Löwenstein, Berlin 1872, S. 33–36 Digitalisat, (Dazu gab es eine Stellungnahme: Bertha Meyer: Berichtigung, S. 73ff, Digitalisat)